# Cape Wrangell
Cape Wrangell – przylądek położony na zachodnim wybrzeżu wyspy Attu. Jest najdalej na zachód wysuniętym punktem Aleutów i całych Stanów Zjednoczonych. Został nazwany w 1836 roku przez Fiodora Litkego na cześć Ferdinanda von Wrangla. Przylądek składa się z szarego piasku, a jego otoczenie stanowią rozległe bagna o grubości 4–5 cali, pod którymi zalega lód. W pobliżu znajduje się niewiele drewna wyrzuconego przez morze, brakuje roślinności i nie występują źródła dobrej wody pitnej.